# Stegea mexicana
Stegea mexicana là một loài bướm đêm trong họ Crambidae.